# 北海道道301号増毛港線
北海道道301号増毛港線（ほっかいどうどう301ごう ましけこうせん）は、北海道増毛郡増毛町内を結ぶ一般道道（北海道道）である。

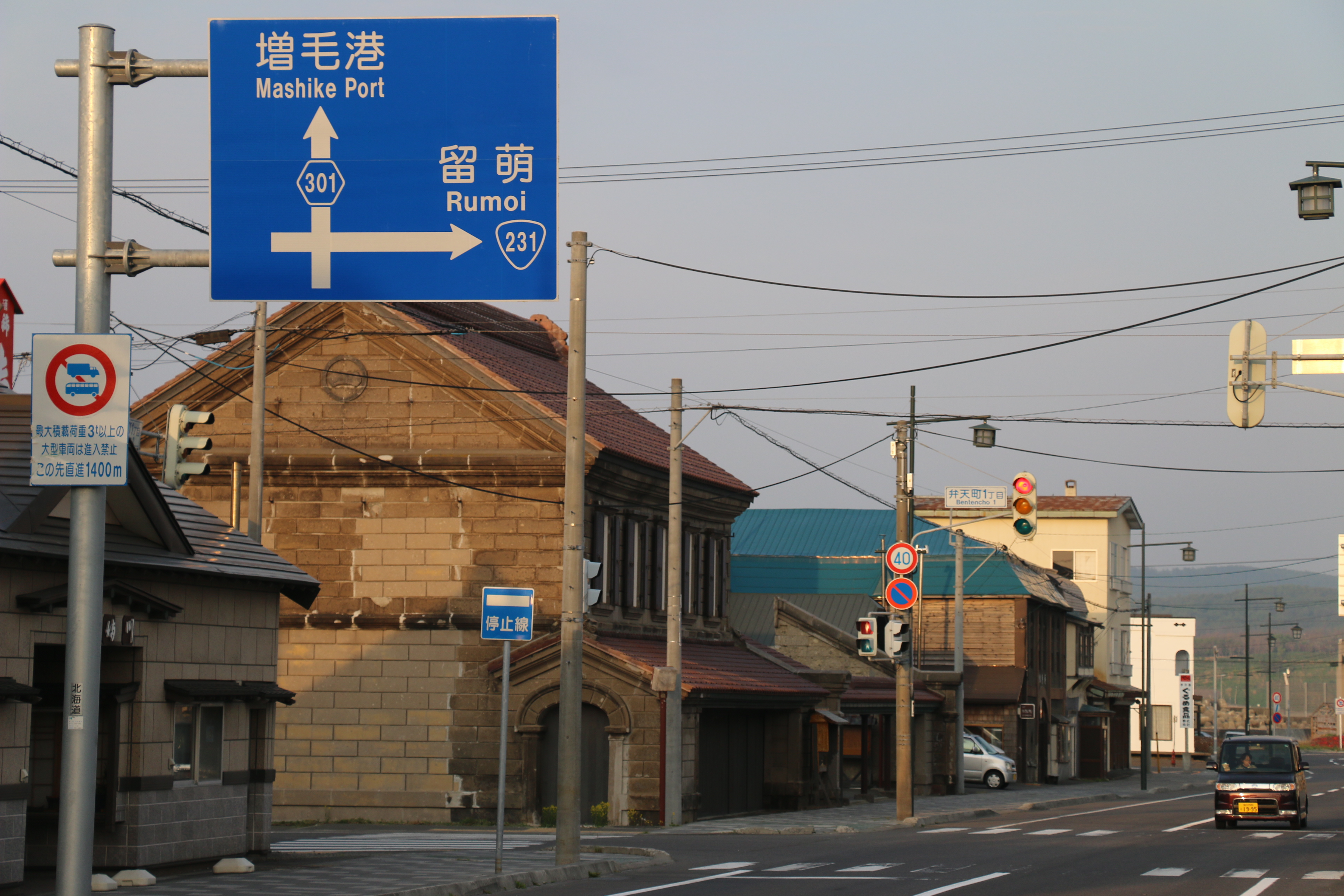
起点付近

## 概要

### 路線データ
- 起点：北海道増毛郡増毛町港町（地方港湾 増毛港）
- 終点：北海道増毛郡増毛町畠中町1丁目（国道231号交点）
- 総延長：1.162 km
- 実延長：1.148 km
- 重用延長：0.014 km

### 道路管理者
- 留萌振興局 留萌建設管理部 事業課

## 歴史
- 1957年（昭和32年）7月25日 - 256号として路線認定[1]。
- 1994年（平成6年）10月1日 - 路線番号を301号に変更[2]。

## 地理

### 通過する自治体
- 留萌振興局
  - 増毛郡増毛町

### 交差する道路
増毛町
- 国道231号 - 畠中町1丁目（終点）

### 沿線にある施設など
増毛町
- 増毛港
- 旧増毛駅（観光施設）
- 國稀酒造
- 中央スーパー 増毛店